# Takahiro Yamanishi
Takahiro Yamanishi (山西 尊裕, Yamanishi Takahiro) est un footballeur japonais né le 2 avril 1976 à Shizuoka.